# Mittainvilliers
Mittainvilliers foi uma comuna francesa na região administrativa do Centro, no departamento Eure-et-Loir. Estendia-se por uma área de 11,68 km². Em 2010 a comuna tinha 811 habitantes (densidade: 69,4 hab./km²).
Em 1 de janeiro de 2016, passou a formar parte da nova comuna de Mittainvilliers-Vérigny.